# Губернаторство Буковина

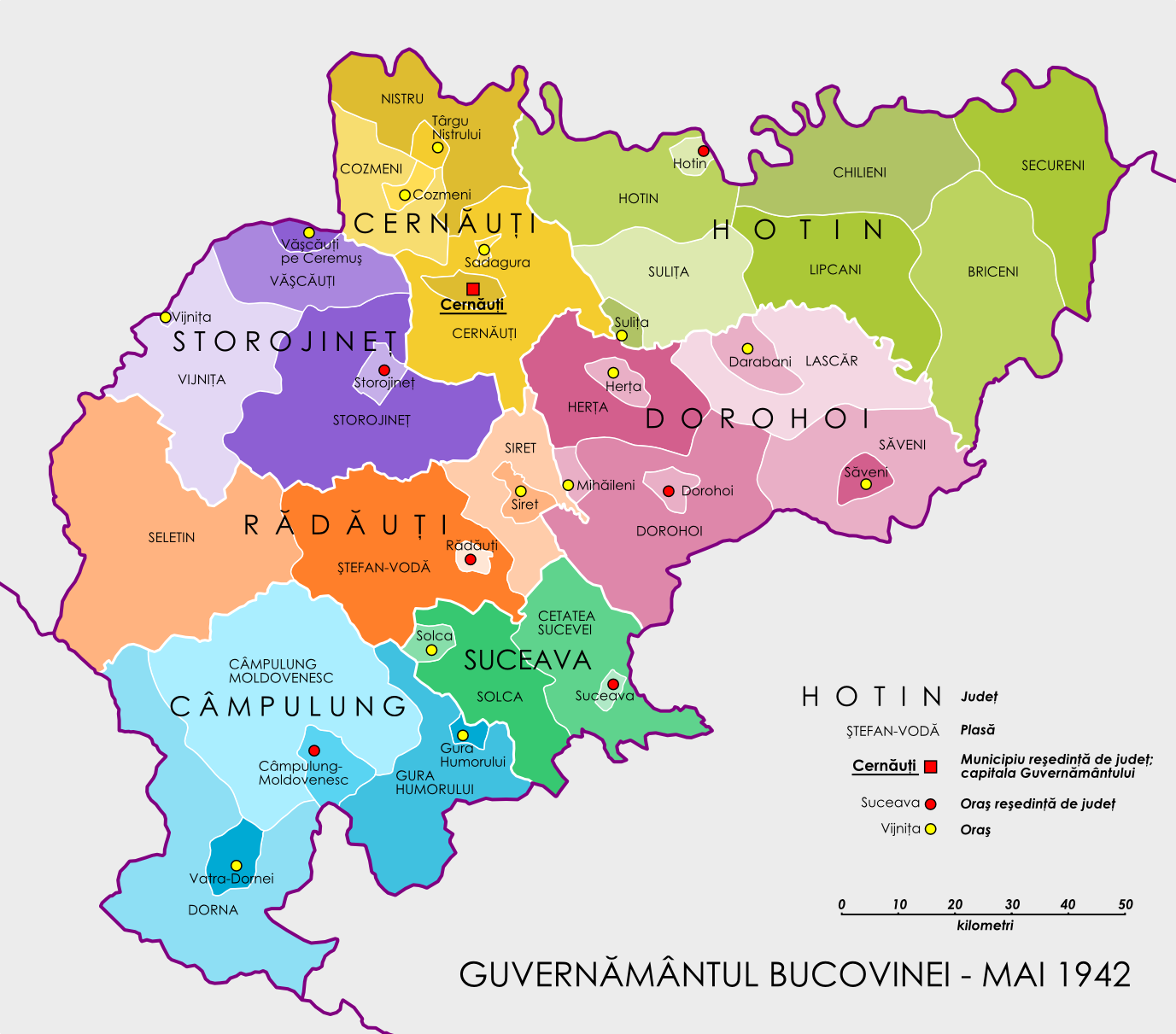
Губернаторство Буковина

Губерна́торство Букови́на — административно-территориальная единица, образованная румынскими властями на территории оккупированной Черновицкой области Украинской ССР во время Второй мировой войны с включением жудеца Дорохой (не входившего в состав СССР). Включало в себя территории современных Украины, Молдовы и Румынии. Главный город — Черновцы.
Для руководства и координации действий оккупационной администрации при кабинете министров был создан специальный орган — Военно-гражданский кабинет для администрации Бессарабии, Буковины и Транснистрии (КББТ).

## История
Буковинское губернаторство было образовано летом 1941 года. В сентябре 1941 года в губернаторство были включены Герца и жудец Дорохоя.
Де-факто ликвидировано советскими войсками в 1944 году в ходе Проскуровско-Черновицкой наступательной операции.

## Административное деление
Губернаторство делилось на такие жудецы, как Дорохой (центр в Дорохой), Сучава (центр в Сучава), Кымпулунг (центр — Кымпулунг), Рэдэуци (центр — Рэдэуци), Хотинский (центр — Хотин), Сторожинец (центр в одноимённом городе)  и Черновцы (центр в Черновцах). Каждый жудец дополнительно делился на пласы.